# San Giorgio di Perlena
San Giorgio di Perlena è l'unica frazione di Fara Vicentino in provincia di Vicenza.
Situata circa a metà strada tra Bassano del Grappa e Schio, sorge in una zona collinare dalla quale domina la pianura vicentina. Confina a nord con il comune di Salcedo, a est con quello di Colceresa, a sud con Breganze e a ovest con il capoluogo comunale.

## Geografia fisica
Il paese posto sopra un colle, all'altezza di circa 291 metri sul livello del mare, ha per confini naturali ad est il torrente Laverda e a ovest il torrente Chiavone Nero. Il suolo è di natura vulcanica e assai fertile. Il clima non è mai particolarmente freddo, perché, come gli altri paesi circostanti, è difeso a nord dall'Altopiano dei Sette Comuni.

## Storia
Il toponimo di San Giorgio trova origine nell'epoca longobarda. Incerto è il significato del toponimo Perlena, forse di origine romana, deriva da fundus Pernenae, fondo di Pernena, il proprietario.
Come la pieve di Breganze fu matrice di San Giorgio, così Perlena era un vicus nell'area del pagus di Breganze. Viene ricordata tra le pertinenze di Breganze in un documento di investitura del 1148; in un altro del 1262 figura tra i beni posseduti da Vicenza, dopo essere stata possedimento di Ezzelino III. Nella decima papale del 1297 la ecclesia S. Jeorgii de Perlena, tenuta da un clericus, era soggetta alla pieve di Breganze.
Fino ad alcuni secoli fa, Perlena indicava un territorio più ampio dell'attuale, giungendo a nord fino ai confini dei Sette Comuni. Nel settembre 1455 il Comune di Perlena con un provvedimento preso dal Consiglio dei Cento di Vicenza, data la grande estensione, venne diviso nei quattro decanati di Porciglia, Fortelongo, Castagnomoro e Salcedo.

## Parrocchia di San Giorgio di Perlena

### Chiesa di San Giorgetto e campanile

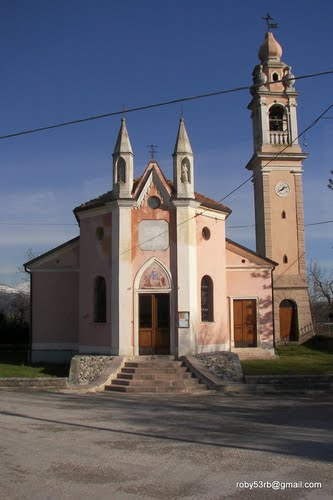
Chiesa di San Giorgetto e campanile

Nella contrada Cima, a lato della strada San Giorgio - Salcedo, sorge una graziosa chiesa chiamata San Giorgetto e localmente anche dei Roa.
Ha uno stile neogotico tipico di numerose chiese della seconda metà dell'Ottocento ed è un esempio della forza di volontà e realizzativa della popolazione.
La chiesa è dedicata alla Beata Vergine della Consolazione ed è stata inaugurata l'11 settembre 1904.
Fu costruita su iniziativa degli abitanti del luogo e soprattutto della famiglia dei Galvan, una delle più benestanti del paese per le numerose proprietà di terreni.
La famiglia si fece carico della ingente spesa per i materiali edilizi, mentre la gente del luogo prestò gratuitamente la manodopera necessaria.
Il terreno venne donato da Giuseppe Cantele, come appare scritto sulla facciata.
In un secondo tempo venne costruita la piccola sacrestia.
All'interno una scritta che porta la data del 1924 ricorda che la costruzione della chiesa fu il frutto della pietà per la Vergine Maria e del reverendo Giovanni Galvan, dei suoi fratelli Valentino e Francesco e dei fedeli..
La zona di Cima con la sua chiesa viene vista come un piccolo San Giorgio, un San Giorgetto appunto.
L'altro nome di uso corrente "chiesa dei Roa" fa riferimento alla famiglia Galvan che, come si è visto sopra, si era fatta carico all'inizio del Novecento della spesa per il materiale edilizio.
"Roa" era infatti fin dal Settecento il soprannome delle famiglie Galvan, sia di quelle che nell'Ottocento abitavano a Cima, sia di quelle che abitavano a sud di Farneda di Sotto, in una località segnata nella carta dell'I.G.M. del 1887 col nome di "casa Roa".

### Chiesa arcipretale e campanile

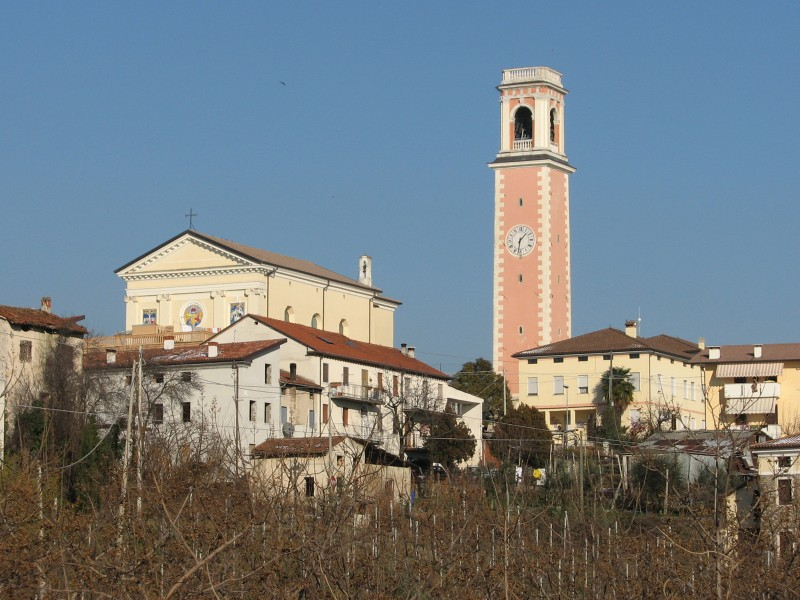
Chiesa arcipretale e campanile

L'origine della chiesa di San Giorgio di Perlena in base ai documenti disponibili è oscura.
Non appare in nessuno tra i documenti del 1231, 1250, 1259 che riguardano in modo abbastanza dettagliato anche il territorio di San Giorgio di Perlena.
Ciò non significa che essa non esistesse, perché l'eventuale assenza nei suoi immediati dintorni di proprietà dei Ponzi prima e di Ezzelino III da Romano poi, sarebbe stata sufficiente a spiegare la mancanza delle citazioni.
In ogni caso però di essa non sappiamo nulla prima del 1297, sicché sul periodo anteriore possiamo soltanto fare delle ipotesi plausibili.
È certo che il territorio dell'attuale San Giorgio di Perlena era nel Duecento in buona parte messo a coltura e abitato; quindi l'esistenza di una chiesa campestre appare verosimile, soprattutto se si considera che alla data del 1250 risultano già esistenti, attestate da quegli stessi documenti, una chiesa isolata e marginale come quella di San Pietro di Lugo, situata poco lontano dal confine di nord-ovest di Fara Vicentino, e una località chiamata San Giorgio presso Lugo il cui nome presuppone una chiesa.
L'esistenza di una cappella a San Giorgio di Perlena in quel secolo appare verosimile soprattutto considerando che i territori circostanti avevano già a quel tempo le loro chiese.
Nel 1250 risultano funzionanti nel raggio di pochi chilometri ben quattro chiese costruite in momenti diversi durante il secolo precedente.
Sono le vicine chiese parrocchiali di Mure, Molvena, Villa di Molvena e Pianezze.
Senza contare poi le chiese di San Fortunato e di San Bartolomeo di Fara Vicentino già allora antiche.
La prima volta che un importante documento nomina la chiesa di San Giorgio di Perlena è nel 1297.
Nel grande elenco delle chiese italiane compilato per volontà del papa nel 1297, è elencata tra le chiese della diocesi di Padova anche la chiesa di San Giorgio di Perlena, retta dal chierico Giacobino e soggetta alla Pieve di Breganze.
La chiesa è sorta probabilmente nella prima metà del Duecento, durante l'epoca degli Ezzelini.
L'intitolazione a San Giorgio può infatti essere spiegata col fatto che il santo fu nel Medioevo protettore della cavalleria e il suo culto ebbe un larghissimo sviluppo in tutto l'Occidente.
La bellicosa epoca degli Ezzelini da Romano terminata nel 1259 potrebbe spiegare l'intitolazione, in un territorio come quello di Breganze che fu devoto, come tutta la fascia pedemontana, alla grande famiglia guerriera.
Come ogni nuova chiesa autorizzata dall'autorità ecclesiastica all'esercizio del culto, anche quella di San Giorgio di Perlena doveva avere fin dall'origine un proprio patrimonio terriero, necessario per il mantenimento del sacerdote.
Nel 1430 veniamo a sapere che essa era dotata di beni situati nella zona di Castegnamoro.
Una sommaria valutazione della chiesa venne fatta dal vicario del vescovo di Padova Diotisalvi da Foligno in occasione di una visita pastorale fatta nel 1455.
Il vicario trovò la chiesa completamente sporca, il fonte battesimale non chiuso e in pessime condizioni, alcune proprietà agricole parrocchiali usurpate da proprietari locali, riscontrò l'assenza di un inventario dei beni della chiesa e anche la sopravvivenza di antiche superstizioni.
Oltre trent'anni dopo, nel 1488, venne in visita pastorale alla chiesa il vescovo di Padova Pietro Barozzi.
La relazione del segretario del vescovo ne da una descrizione precisa:
La dotazione di arredi sacri, minutamente descritta, sembra ampia e in discrete condizioni.
La notevole altezza della chiesa fa pensare a un tetto di paglia o di scandole, che per funzionare aveva bisogno di avere una forte pendenza e di essere quindi alto da terra.
Nel 1571 il vescovo Ormaneto in visita pastorale trovò ancora esistente la vecchia chiesa, che era rimasta immutata.
Nel 1770 iniziò la costruzione di quella nuova, che durante la visita pastorale del vescovo Giustiniani nel 1775 era ancora incompiuta.
Egli definì quella vecchia "molto angusta" e destinata in parte a diventare la sacrestia una volta terminata la nuova chiesa, la quale, anche se incompleta, entrò in funzione nel 1805.
Successivamente nel 1808 furono terminati la facciata e il pavimento, nel 1812 la spaziosa sacrestia.
Nel 1866 e 1867 ai tre altari precedenti ne furono aggiunti due di nuovi.
Il campanile fu costruito in pietra a forma di torre tra il 1821 e il 1828.
La consacrazione della chiesa avvenne nel 1889 e l'anno dopo essa divenne arcipretale.
Nel 1962 la chiesa fu restaurata e abbellita.
Nel 1992 ebbero inizio i lavori di sistemazione del tetto della chiesa e della tinteggiatura esterna, nel 1993 ebbero inizio i lavori di restauro del campanile e nel 1994 i lavori di restauro all'interno della chiesa.
All’interno è presente una pala d’altare di San Giorgio che uccide il drago realizzata da maestranze venete (periodo 1690-1710).
Inoltre, è risalente ad inizio Ottocento, l’affresco "pastori in adorazione" (parete sinistra presbiterio).
Il dipinto raffigurante Pentecoste, discesa Spirito Santo in apostoli e in Madonna raccolti in preghiera, è stato realizzato da Franco Verri (1994).

### Chiesa di Nostra Signora del Sacro Cuore di Gesù
Inaugurata nel giugno 1901.

## Cultura

### Eventi
- Sagra di San Giorgio: fine aprile
- Perlena Music Fest: fine giugno
- Sabion Volley: fine luglio.

## Economia
Nel corso dei secoli, grazie a un'importante opera di disboscamento, oggi si coltiva l'ulivo, e in particolare, la vite, dalla quale si producono vini di ottima qualità come il vespaiolo, il cabernet, il pinot e il torcolato; il territorio di Fara e della frazione di San Giorgio di Perlena fanno parte del comprensorio dei vini D.O.C. di Breganze. 
Nel 1873, qui venne fondata la Laverda SpA.